# Асовец (Бешенковичский район)
Асовец (бел. Асаве́ц) — деревня в Бешенковичском районе Витебской области Беларуси. В составе Верхнекривинского сельсовета.

## География
Пролегает дорога Н-2040.
Ближайшие населённые пункты Шаламы, Щипцы и др.

### Гидрография
Недалеко протекает река Кривинка.

## История
В 1910 году в Латыговской волости Сенненского уезда Могилёвской губернии.
До 26 марта 1973 года деревня входила в состав Рубежского сельсовета.

## Население

### Численность
- 2009 год — 22 жителей

### Динамика
- 1910 год — 1 двор, 7 муж., 6 жен. (фольварк Осовец); 50 дворов, 186 муж., 152 жен. (деревня Осовец)[2]
- 1999 год — 46 жителей (перепись населения)
- 2009 год — 22 жителей (перепись населения)[2]

## Достопримечательность
- Стоянка, археологические памятники
  - Стоянка-1. Расположена в 2 км на юг от деревни. Обнаружил и исследовал в 1934 году К. М. Поликарпович[4].
  - Стоянка-2. Расположена в 1,5 км на юг от деревни. Исследовал в 1966—1983 годах М. М. Чернявский[5].
  - Стоянка-3. Расположена в 1 км на юго-восток от деревни. Исследовал в 1968 году М. М. Чернявский[6].
  - Стоянка-4. Расположена в 1,8 км на юго-восток от деревни. Исследовал в 1971 году, 1976—1977 годах М. М. Чернявский. Обнаружены материалы раннего неолита (IV тыс. до н. э.)[7]. Материалы раскопок  хранятся в Институте истории АН БССР и Государственном музее БССР.  Историко-культурная ценность Республики Беларусь, шифр 213В000144.
  - Стоянка-5. Стоянка неолита и раннего бронзового века в 1,1 км от деревни. Обнаружил в 1972 году и исследовал 32 м² в 1987, 1991 годах М. М. Чернявский[8].
  - Стоянка-7. Стоянка позднего неолита и раннего бронзового века в 1,5 км от деревни. Обнаружил в 2000 году М. М. Чернявский, исследовал 96 м² в 2000—2007 годах М. М. Чернявский[9].